# Mario Paolucci
Mario Paolucci (Parque Patricios, Buenos Aires, Argentina; 15 de septiembre de 1941 - Lomas de Zamora, Buenos Aires, Argentina; 12 de julio de 2008) fue un actor, poeta, difusor de la cultura tanguera y locutor argentino. Hincha de Estudiantes de la Plata.

## Carrera
Su padre era un prestigioso abogado que fue nombrado ciudadano ilustre de Lomas de Zamora, su madre era una docente que militaba fervientemente en la Unión de las Mujeres de la Argentina (UMA), y uno de sus hermanos, Sergio Paolucci, es el pionero del free jazz en el país. De joven trabajó 17 años para la empresa Elma.
Actor de gran porte e hincha de Estudiantes de la Plata, trabajó extensamente en la pantalla grande junto a grandes actores y actrices como Silvia Montanari, China Zorrilla, Fabián Vena, Mercedes Morán, Luis Luque, Vera Fogwill, Cecilia Roth, Valentina Bassi,  Valeria Lorca, y Nicolás Cabré.
Trabajó siempre en roles de reparto, con más de una veintena de películas argentinas; entre las que se destacan: Una noche con Sabrina Love, El viento se llevó lo que, La fuga, Un día de suerte, Remake, El boquete y Tres de corazones. A su vez prestó su voz para el documental "Gelbard, historia secreta del último burgués nacional"; sobre la vida de José Ber Gelbard, ministro de Economía de la Argentina entre los años 1973 y 1974, durante los gobiernos de Héctor Cámpora, Juan Domingo Perón y María Estela Martínez de Perón:
En televisión trabajó en ciclos como Mujeres asesinas emitido por Canal 13 y Los cuentos de Fontanarrosa.
Paolucci se definía más como poeta que como actor, y de hecho publicó varios libros entre los que se encuentran Planeta Estrés, El hombre vulnerable, El hombre trashumante y Almacén para el porvenir.
En relación con el ambiente del tango realizó numerosos ensayos, colaboró con la revista “Buenos Aires Tango y lo demás” y fue profesor en la ex Universidad del Tango.
El actor Mario Paolucci murió el sábado 12 de julio de 2008 a los 66 años en su casa de Lomas de Zamora, ubicada sobre la calle Sarandí.

## Filmografía
- 2010: La jactancia de los tontos.
- 2008: La granja.
- 2007: Tres de corazones.
- 2007: El infinito sin estrellas.
- 2006: El boquete
- 2006: Remake.
- 2005: Tatuado.
- 2004: Erreway: 4 caminos.
- 2004: La mala hora.
- 2004: Informe nocturno.
- 2004: En la oscuridad (Cortometraje).
- 2003: Gatillo fácil.
- 2002: Chicas rollingas.
- 2002: La cruz del sur.
- 2002: Un día de suerte.
- 2002: Sudeste.
- 2001: La fuga.
- 2000: Western Coffee.
- 2000: Los porfiados.
- 2000: Una noche con Sabrina Love.
- 1999: Dónde estaba Dios cuando te fuiste (cortometraje)
- 1999: El planeta de los hippies.
- 1998: Caminata espacial.
- 1998: El viento se llevó lo que.
- 1998: El milagro secreto (Cortometraje).
- 1997: Un día para siempre.
- 1996: Buenos Aires viceversa.

## Televisión
- 2007: Los cuentos de Fontanarrosa.
- 2005: Una familia especial.
- 2005: Mujeres asesinas
- 2005: Botines.
- 2004: Padre Coraje.

## Poemas
- Planeta Estrés.
- El hombre vulnerable.
- El hombre trashumante.
- Almacén para el porvenir.